# Pabellón de Italia (Epcot)

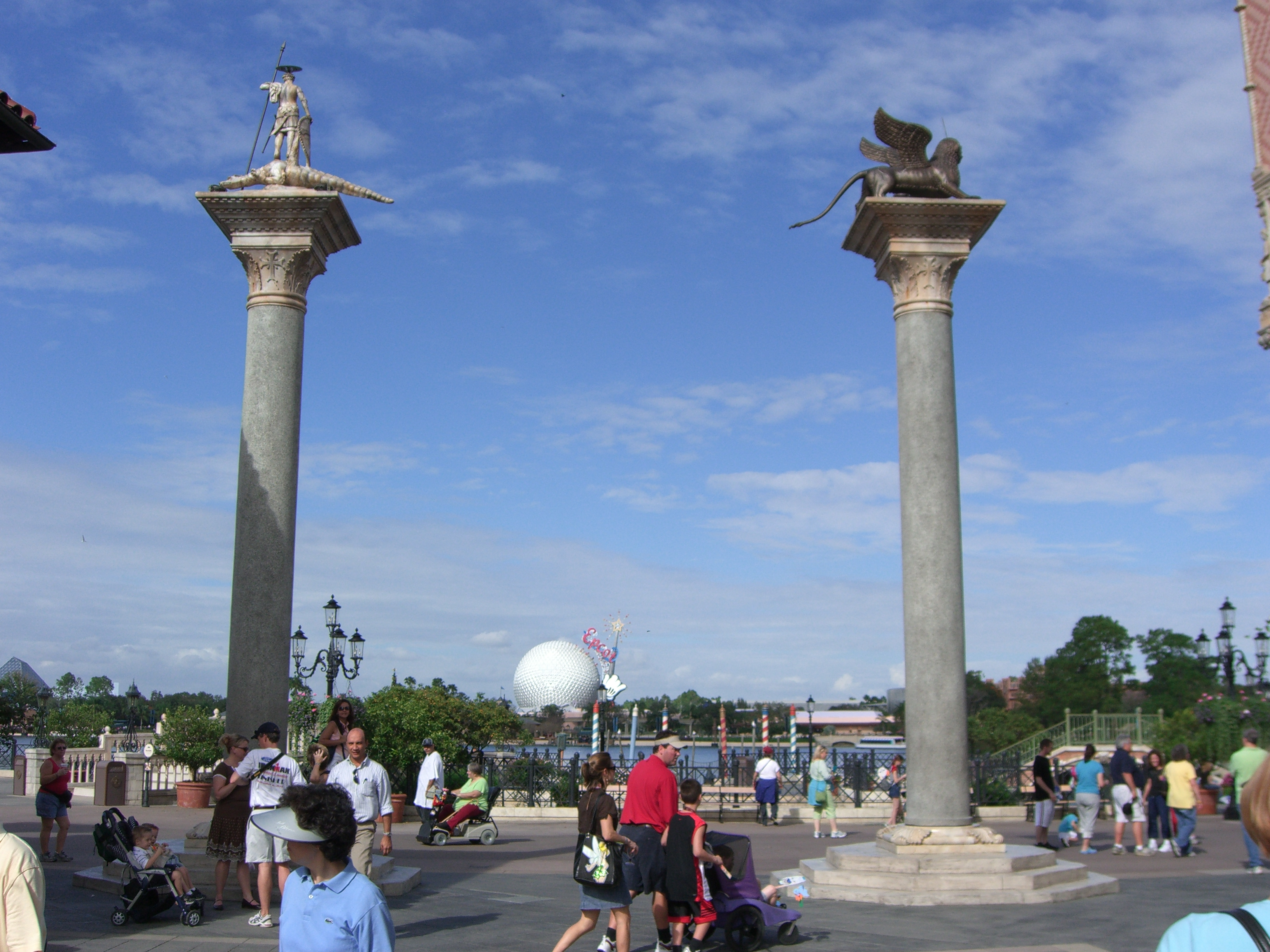
Entrada a Italia en la parte de atrás.

El pabellón de Italia forma parte del World Showcase en Epcot en Walt Disney World Resort en Florida. Su ubicación se encuentra entre los pabellones de Alemania y The American Adventure.

## Diseño
El pabellón italiano cuenta con una plaza rodeada por un conjunto de edificios que evocan Venecia, Florencia y la arquitectura romana. La arquitectura veneciana está representado por una recreación del campanile de San Marcos (campanario) y una réplica del Palacio Ducal. El diseño del pabellón se inspira en otros rasgos distintivos de la arquitectura italiana, como la Fuente de Neptuno (que recuerda a la Fontana de Trevi en Roma). Los músicos, payasos y compañías que actúan a menudo aparecen en la plaza durante todo el día. También hay pequeñas tiendas que venden productos italianos, como los dulces y el vino.
Los planes originales para el pabellón llamado para una expansión que se construiría en la "Fase II" de Epcot de la construcción, dejando una pared sin nada detrás de él en la parte posterior del pabellón. La expansión se ha incluido un paseo en góndola y unas ruinas romanas. Cuando la "Fase II" fue cancelada, el pabellón se quedó incompleto. Sin embargo, un restaurante con el nombre de Via Napoli, diseñado por los arquitectos florentinos Stefano Nardini y Melucci Raffaella, se abrió en el marco del grupo de restaurante Patina en el año 2010, y trajo el pabellón de su tan esperado final. Cuenta con la arquitectura florentina y auténtica cocina napolitana. El agua utilizada para preparar la masa para pizza ha sido importada desde Pensilvania para simular auténtica pasta napolitana. Via Napoli tiene tres hornos de leña para rendir homenaje a los tres volcanes activos en Italia: el Etna, el Vesubio y el Stromboli. Para ello, cada uno de los tres hornos que están esculpidos en la forma de la cara del dios que su volcán correspondiente lleva el nombre. La larga mesa comunal en el centro de la sala se construyó en Florencia y de la mano las características azulejos pintados que representan los monumentos icónicos de Italia. Otras características notables de Via Napoli son sus techos altos y abovedados, cerámicas importadas y vidrio soplado, y la abundancia de ventanas que inundan el establecimiento con luz natural. 

## Servicios

### Comedor
- Tutto Italia
- Via Napoli Pizzeria e Ristorante

### Compras
- Il Bel Cristallo
- La Bottega Italiana

### Conoce a Personajes de Disney
- Pinocho

## Atracciones formales
La mesa original de restaurante de servicio en el pabellón, L'Originale Alfredo di Roma Ristorante, se cerró en el verano de 2007. El espacio de restaurante ha sido adquirido por el Grupo restaurante Patina, que lo ha relanzado como Tutto Italia.

## Galería

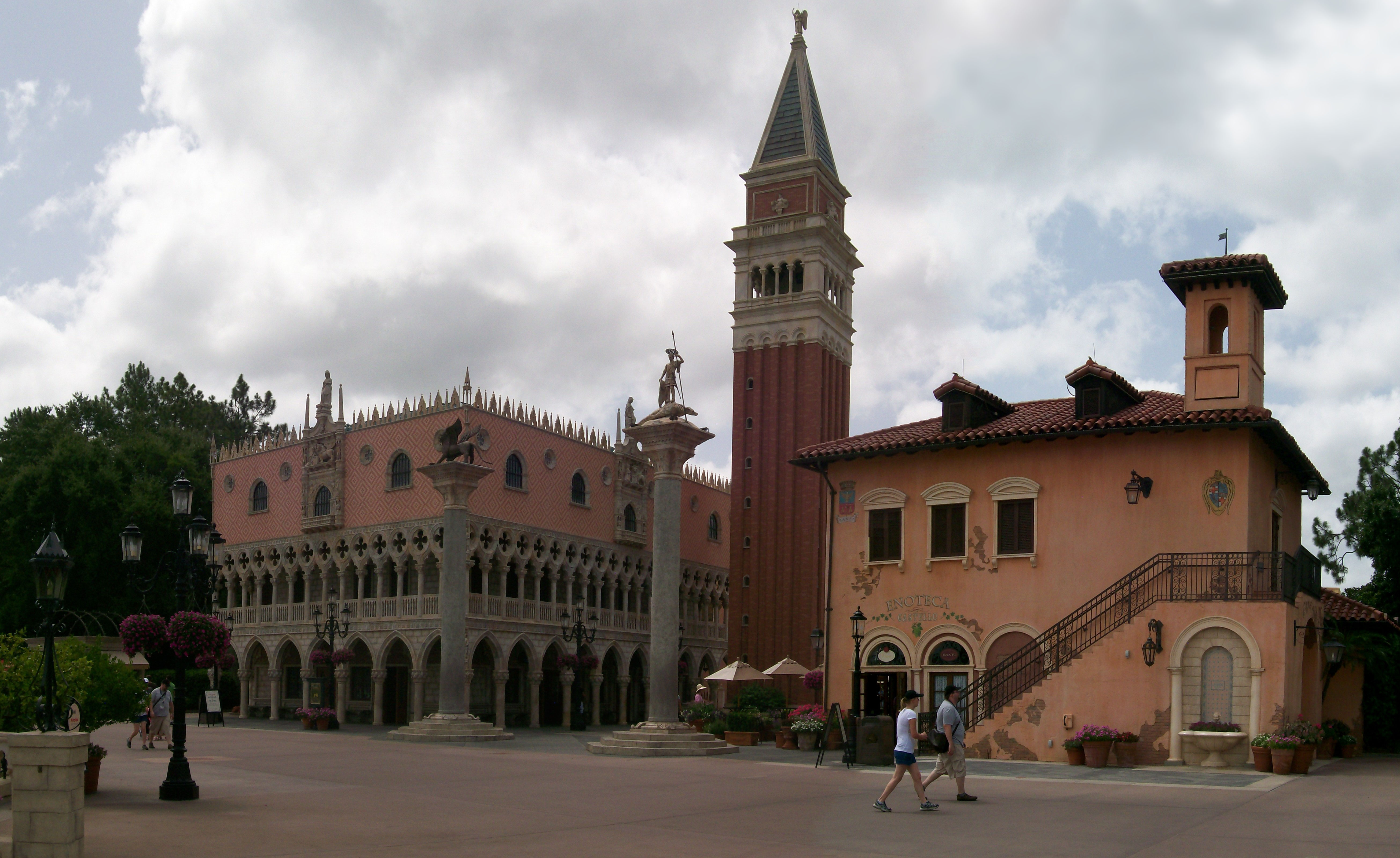
La fuente de Neptuno
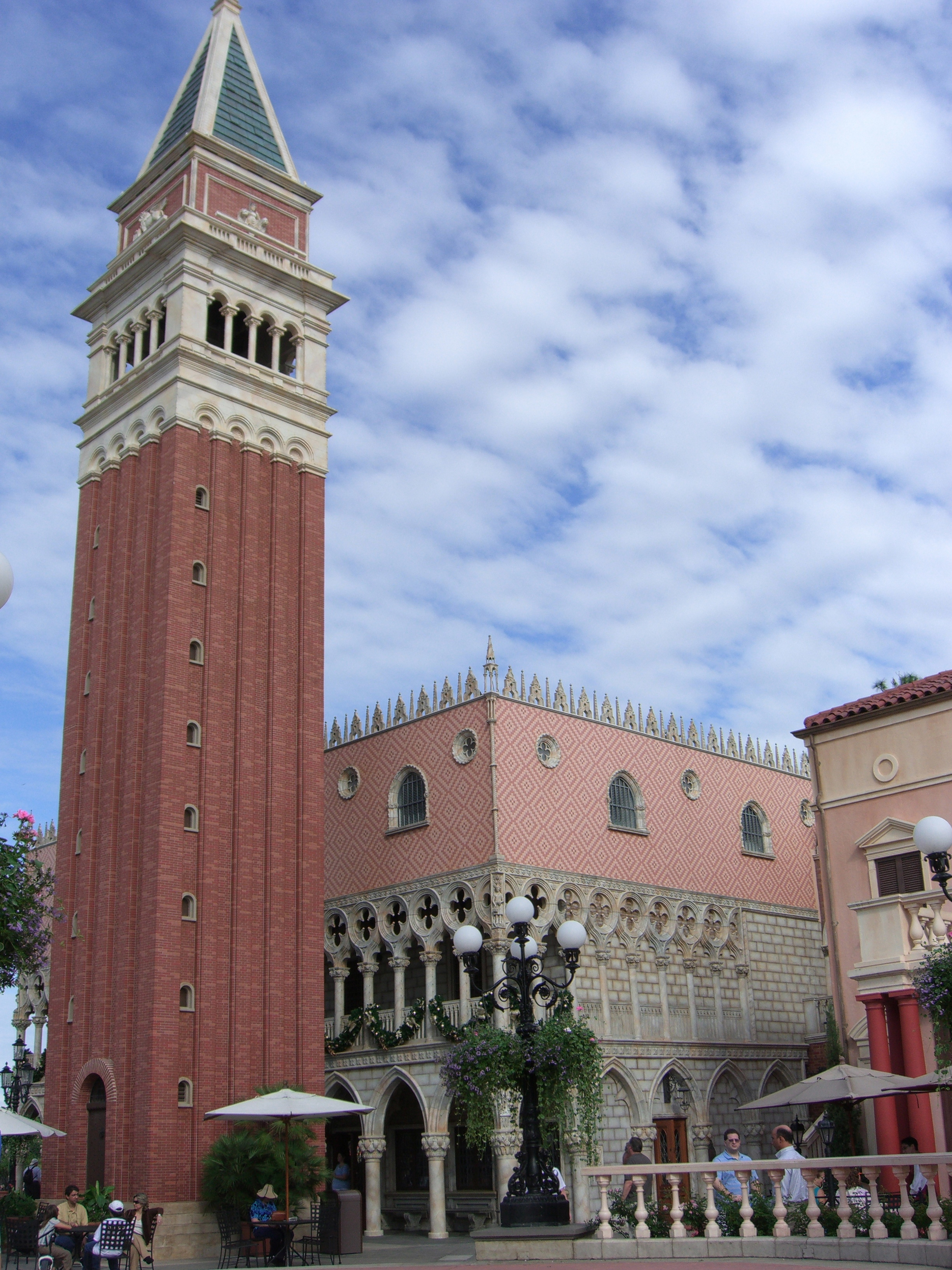
Palacio Ducal de Venecia y campanile
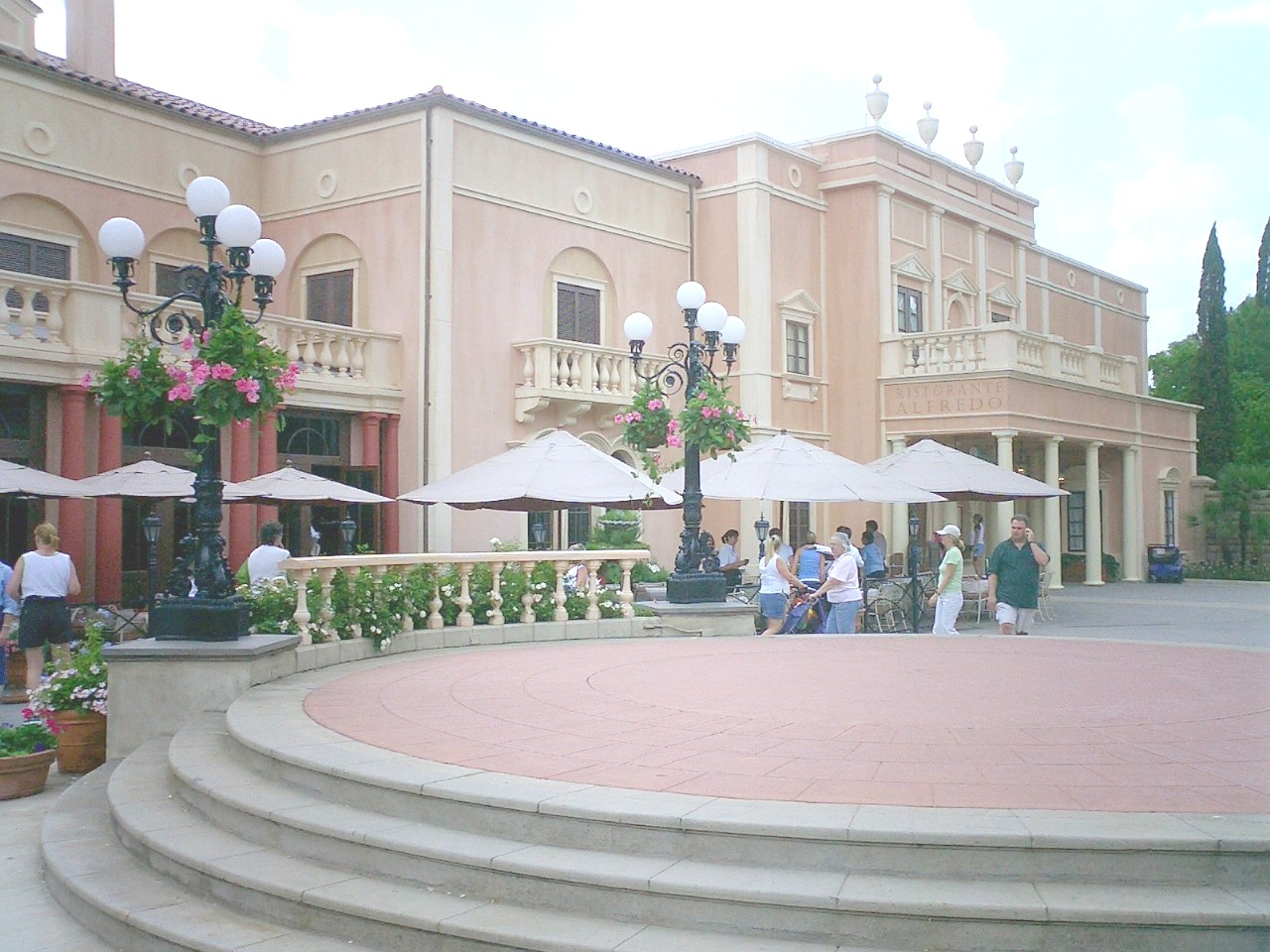
Tutto Italia
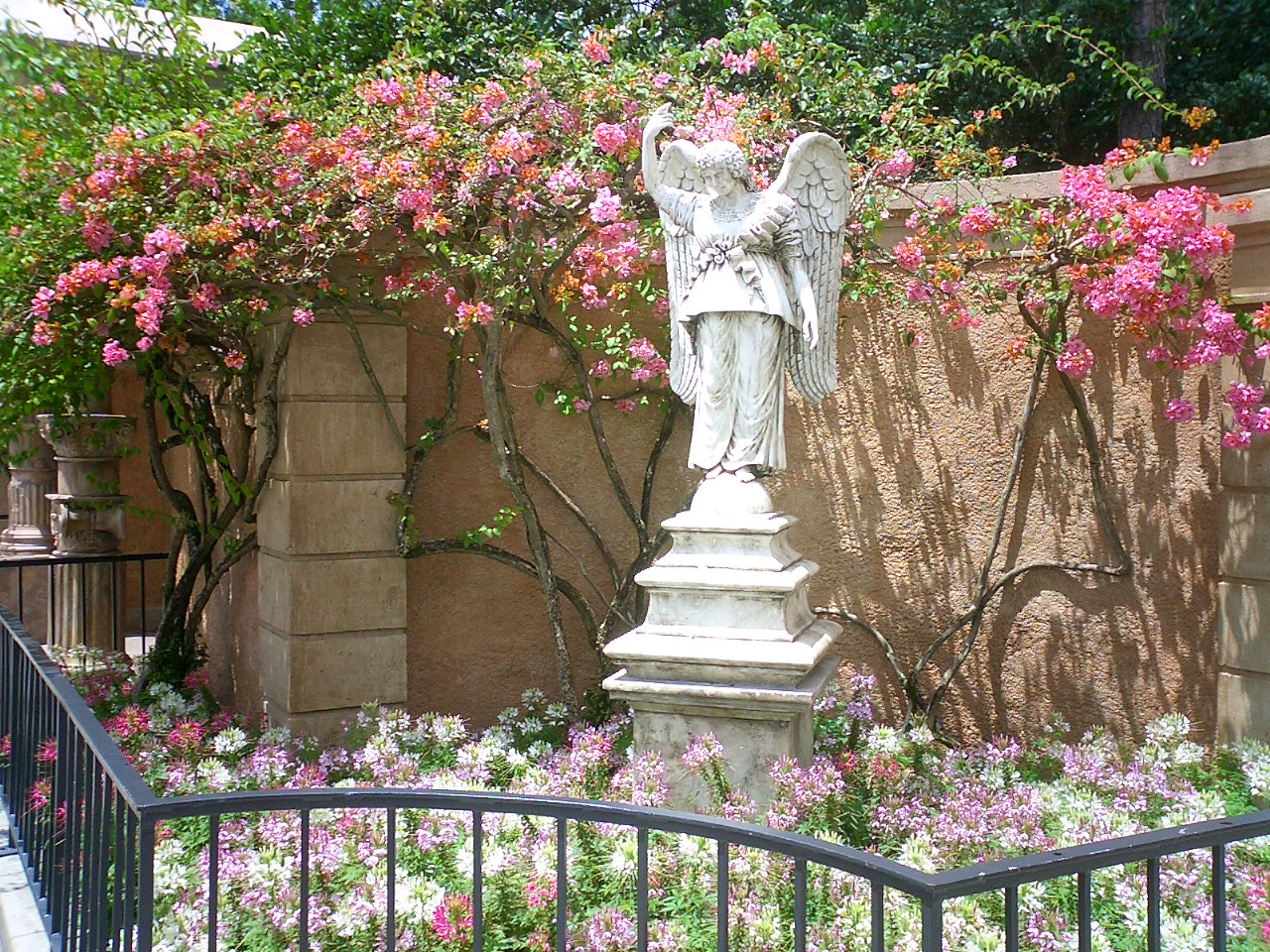
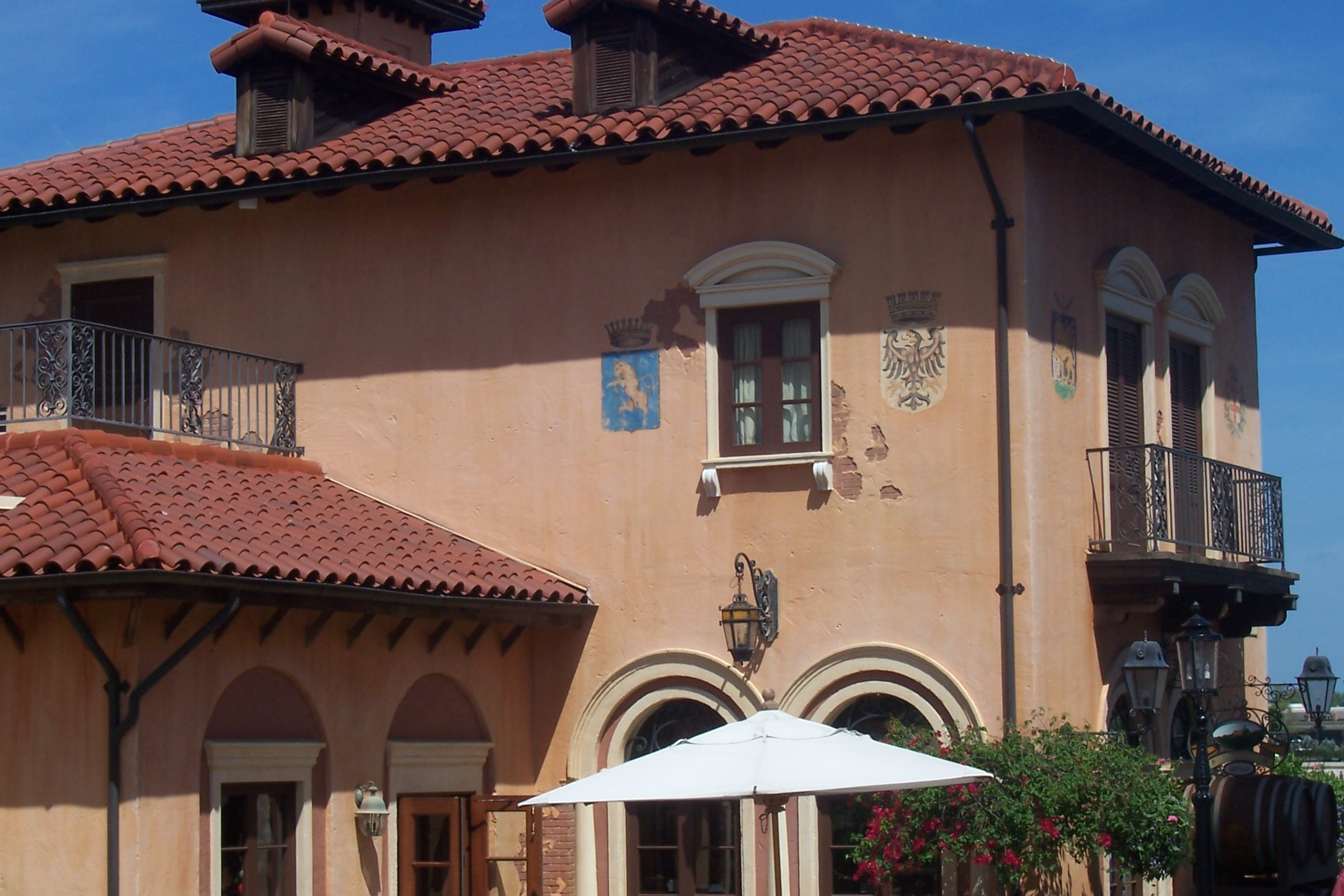
Il Bel Cristallo
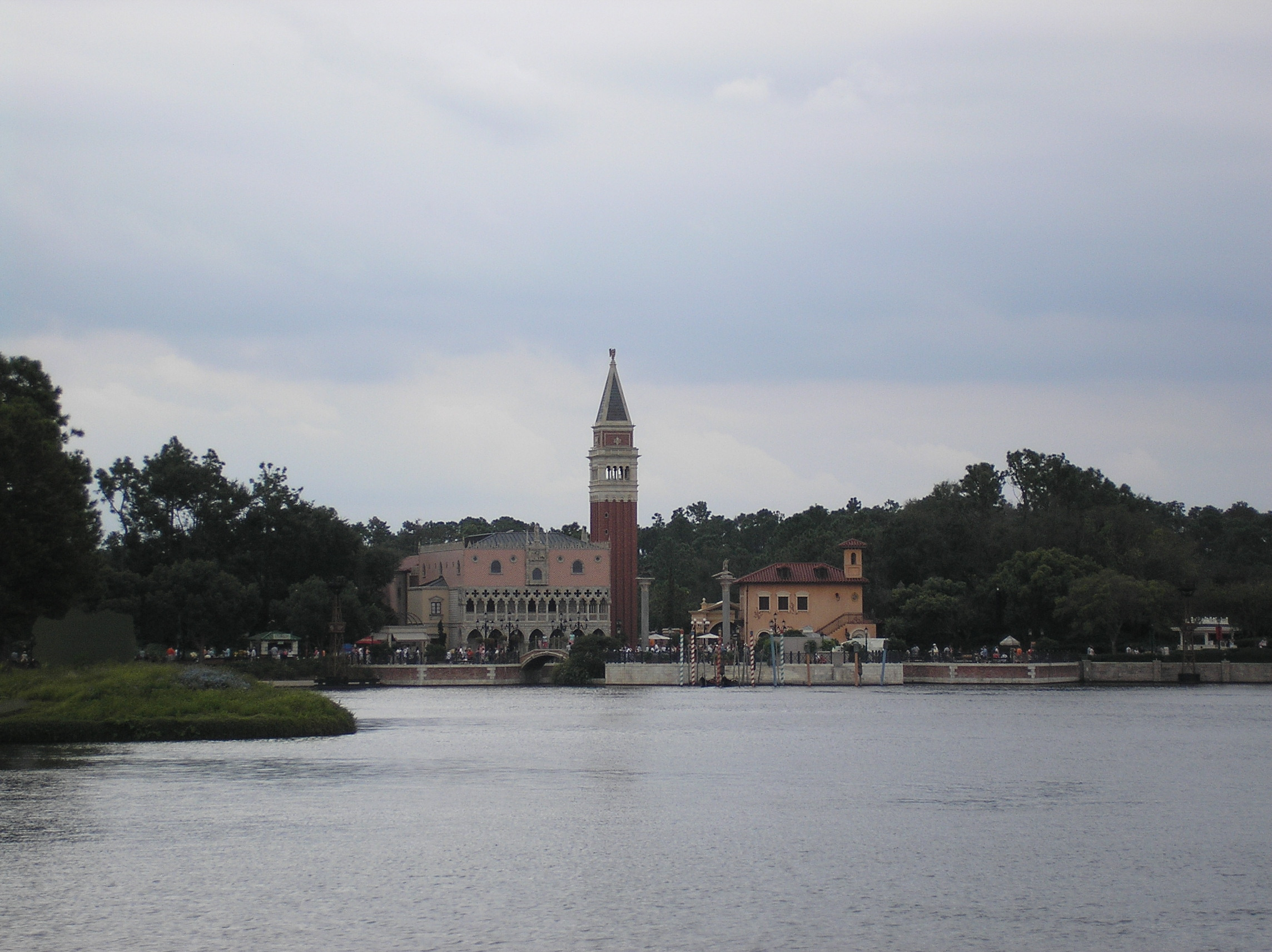